# Erin Daniels
Erin Daniels (* 9. Oktober 1973 in St. Louis, Missouri als Erin Cohen) ist eine US-amerikanische Schauspielerin.

## Leben und Karriere
Daniels wuchs in St. Louis auf. Nach der High School besuchte sie das Vassar College in Poughkeepsie im Bundesstaat New York und schaffte dort ihren Abschluss in Architektur und Kunstgeschichte. Schauspielunterricht bekam sie bereits mit sechs Jahren, als ihre Eltern Erin zum Webster University’s theater for kids brachten.
Bekannt ist Daniels vor allem durch ihre Rolle der Dana Fairbanks in der Serie The L Word – Wenn Frauen Frauen lieben.
Daniels nächstes Projekt war eine Serie des US-TV-Senders Fox mit dem Titel Julie Reno, Bounty Hunter, in der sie die Hauptdarstellerin, eine alleinerziehende Mutter, spielte.
Daniels war 2005 kurzzeitig mit ihrem Serienkollegen Eric Lively liiert. Am 4. April 2009 heiratete sie Chris Uettwiller. Zusammen haben sie einen Sohn (* 2009).

## Filmografie (Auswahl)
- 1996: Law & Order (Fernsehserie, Episode 6x23)
- 1997: Dellaventura (Fernsehserie, Episode 1x03)
- 1999: Der Chill Faktor (Chill Factor)
- 1999: Im Schatten des Meisters (The Disciples, Fernsehfilm)
- 1999: Outer Limits: Die unbekannte Dimension (The Outer Limits, Fernsehserie, Episode 5x06)
- 1999–2000: Action (Fernsehserie, 4 Episoden)
- 2001: Jack und Jill (Fernsehserie, Episode 2x01)
- 2001: Philly (Fernsehserie, Episode 1x11)
- 2002: One Hour Photo
- 2002: Boomtown (Fernsehserie, 4 Episoden)
- 2003: Haus der 1000 Leichen (House of 1000 Corpses)
- 2004–2007: The L Word – Wenn Frauen Frauen lieben (The L Word, Fernsehserie, 39 Episoden)
- 2005: Wheelmen
- 2006: Justice – Nicht schuldig (Justice, Fernsehserie, 3 Episoden)
- 2006: Dexter (Fernsehserie, Episode 1x04)
- 2006: Jericho – Der Anschlag (Jericho, Fernsehserie, 2 Episoden)
- 2007: Saving Grace (Fernsehserie, Episode 1x12)
- 2008: CSI: NY (Fernsehserie, Episode 4x10)
- 2008: Swingtown (Fernsehserie, 4 Episoden)
- 2009: A Single Man
- 2011: Bad Sitter (The Sitter)
- 2011: Few Options
- 2011: Rizzoli & Isles (Fernsehserie, Episode 2x13)
- 2012: Der junge James Dean: Joshua Tree, 1951 (Joshua Tree, 1951: A Portrait of James Dean)
- 2013: Maron (Fernsehserie, Episode 1x01)
- 2013: The Bling Ring
- 2014: Perception (Fernsehserie, Episode 3x03)
- 2015: Stalker (Fernsehserie, Episode 1x13)
- 2015: Doghouse (Kurzfilm)
- 2018: De’Vyne
- 2019: Don’t go in the Woods – Es wartet auf dich! (Animal Among Us)
- 2020: The Bold Type – Der Weg nach oben (The Bold Type, Fernsehserie, Episode 4x017)
- 2020: The Surrogate
- 2022: Shaky Shivers
- 2022: The L Word: Generation Q (Fernsehserie, Episode 3x06)